# Максимович, Лев Максимович
Лев Макси́мович Максимо́вич (1754 — до 1816) — географ, литератор и переводчик.

## Биография
Из дворян, сын священника.
Первоначальное образование получил в Переяславской духовной семинарии. В сентябре 1775 подал прошение отпустить его для обучения языкам в Киевскую академию. С 1775 до осени 1779 учился, в том числе французскому языку, в Киевской духовной академии. 12 февраля 1779 начал службу архивариусом в Орловском наместническом правлении. В апреле 1779 вышел в отставку. 30 июня 1779 по освидетельствовании в знании латинского языка начал учёбу в Московском университете, одновременно учился в гимназиях университете. Ученик Дружеского учёного общества и И. Е. Шварца, лекции которого слушал в 1779—1782. Член Собрания университетских питомцев. Переводчик, писатель. Сотрудник «Вечерней зари» (1782), «Покоющегося трудолюбца». Географ, историк, публикатор.
С 28 февраля 1782 по 1796 служил в Московском архиве Коллегии иностранных дел. С 28 февраля 1783 актуариус.
Масон, член московской ложи «Сфинкс», её секретарь в 1784—1785.
В 1793—1796 коллежский асессор. Служил при том же архиве: в 1793 при переводах, в 1796 при библиотеке. После кончины Ф. И. Миллера в 1783 смотрел за библиотекой архива. 23 ноября 1797 подал прошение об увольнении из указанного архива. С 1798 надворный советник. В 1806—1810 коллежский советник. Второй редактор, в 1806 редактор 1 экспедиции Комиссии составления законов законов («Свод законов Российской империи»). Преподавал в Московском университете, с 1807 его почётный член.

## Работы
- Перевёл сочинение Генриха Корнелия Агриппы о монашеской жизни (1787).
- На основе однотомного «Географического лексикона Российского государства» Ф. А. Полунина (1773 г.), Л. Максимович создал «Новый и полный географический словарь Российского государства» в 7 томах, изданной в типографии Московского университета в 1788—1789 годах и содержащий в общей сложности около 2000 словарных статей. Позднее, в соавторстве с Афанасием Щекатовым, Л. Максимович занимался подготовкой нового издания Географического словаря, вышедшего в Москве в 1801—1809 годах.
- В 1808 году издал старорусские законодательные сборники («Русскую Правду», «Судебник царя Ивана Васильевича» и «Уложение царя Алексея Михайловича»)
- Составил «Указатель Российских законов» (1803—1812). Издание Указателя сначала планировалось в частной типографии В. С. Кряжева, И. И. Готье и И. Мея в Москве, но было осуществлено в Санкт-Петербурге.

### Авторские публикации
- Новый и полный географический словарь Российского государства. Москва, Университетская типография Н. Новикова, 1788—1789.
  - Часть I: А-Ж. 1788. Электронная версия на сайте РГБ, Google Книги
  - Часть II: З-К. 1788. Электронная версия на сайте РГБ, Google Книги
  - Часть III: Л-Н. 1788. Электронная версия на сайте РГБ, Google Книги
  - Часть IV: О-Р. 1788. Электронная версия на сайте РГБ, Google Книги
  - Часть V: С-Т. 1789. Электронная версия на сайте РГБ, Google Книги
  - Часть VI: У-Ө. 1789. Электронная версия на сайте РГБ, Google Книги